# Paul Guilbert (homme politique)
Pour les articles homonymes, voir Paul Guilbert et Guilbert.
Paul Guilbert, né le 28 juin 1888 à Airel (Manche) et mort le 12 mai 1973 à Cherbourg (Manche), est un homme politique français.

## Biographie
Fils d'un boulanger d'Airel, dans la Manche, il suit des études de pharmacie à Lille, puis à Paris, avant d'ouvrir une officine en 1920 à Cherbourg.
Membre du Sillon, de Marc Sangnier, puis plus tard du Parti démocrate populaire, il est très engagé dans l'action sociale dans la mouvance catholique. Ainsi, il préside l'association catholique de la jeunesse française, et est bénévole dans une cantine pour chômeurs, ainsi que dans les œuvres sociales à destination des familles et des enfants.
Il est aussi militant syndical, au sein de la CFTC, et s'investit dans la JOC.
Pendant la Seconde Guerre mondiale, il poursuit cette action, notamment auprès des réfugiés venus du nord de la France, puis des prisonniers de guerre de Cherbourg.
À partir de l'automne 1940, il entre, comme agent de renseignement du Mouvement de Libération Nationale, dans la résistance.
Son réseau, baptisé « Hector », étant démantelé en novembre 1941, il est emprisonné, puis condamné en mai 1942 à cinq ans de prison. Il est d'abord transféré à Fresnes, puis envoyé en Allemagne, d'où il ne revient qu'après la Libération, en mai 1945. Son action lui vaudra la croix de guerre, la médaille de la résistance, la médaille de la France Libre, et la légion d'honneur.
Il s'investit alors dans l'Association des déportés, dont il devient le président d'honneur.
Candidat sur la liste du Mouvement Républicain Populaire, dans la Manche, pour l'élection de la première assemblée constituante, en 1945, il est le quatrième et dernier élu de ce parti dans le département.
L'année suivante, il est réélu, dans les mêmes conditions, à la seconde constituante, en juin, puis à l'assemblée nationale, en novembre. Pendant cette période, il s'intéresse particulièrement au statut des professions paramédicales (infirmiers, masseur-gymnaste médical, devenus masseurs-kinésithérapeutes, pédicures, sages-femmes) pour lesquels il propose des mesures de réglementation.
En 1951, il fait partie de la commission spéciale chargée de remettre à plat l'ensemble des régimes de prestations familiales.
Mais, en juin de cette année là, il perd son siège de député, du fait de la forte baisse du résultat électoral du MRP dans le département, en grande partie causée par la concurrence du RPF.
Il s'éloigne alors de l'action politique parlementaire, et reprend son activité dans le domaine social. Il fonde ainsi le comité interprofessionnel du Logement, puis, suivant l'Abbé Pierre, dont il est un ami proche, devient un des premiers compagnons d'Emmaüs, et s'investit pleinement dans cette organisation jusqu'à la fin de sa vie.

## Détail des fonctions et des mandats
Mandats parlementaires
- 21 octobre 1945 - 10 juin 1946 : député de la Manche
- 2 juin 1946 - 27 novembre 1946 : député de la Manche
- 10 novembre 1946 - 4 juillet 1951 : député de la Manche